# Сини Міля
Сини Міля або гойдели — в ірландській міфології п'яте і останнє з міфічних племен, що правили Ірландією. Згідно з ірландською міфологічною космогонією Сини Міля є предками сучасних людей, що населяють цю країну.

## Перші гойдели в Ірландії
Гойдели після довгих мандрів через Єгипет, Крит та Сицилію влаштувалися в Іспанії. «Іспанією» називали Країну Мертвих історики-раціоналісти. На причетність Міля до Країни Мертвих вказує ім'я його батька, Біле, бог смерті.
В Іспанії один з гойделів, Бергон, побудував вежу. Одного разу, ясним зимовим днем, Іт, син Бергоньє і дід Міля, подивившись на захід, побачив у морській далині Ірландію. Іт був так зачарований баченням, йому так хотілося потрапити в невідомі землі, що, не слухаючи умовляння брата, який запевняв, що це не земля, а тільки хмара, вирушив з військом із ста п'ятдесяти осіб до берегів Ірландії.
У той час країною правили три онуки Дагда: королі Мак Куйлл з дружиною Банбою, Мак Кехт з дружиною Фотлою і король Мак Греньє, одружений з Еріу. Насправді, ми стикаємося тут зі звичкою кельтів розбивати божества на тріади, і по суті три королі — одна істота. Ім'я Мак Греньє означає Син Сонця. А імена божественних чоловік використовувалися для позначення самої Ірландії, правда, прижилося тільки третє ім'я (див. нижче), яке в родовому відмінку, Ерін, використовується як поетична назва Ірландії.
Висадившись, Іт виявив, що король туатів, Нет, тільки що загинув у битві з фоморами, і його сини намагаються поділити вежу. Спадкоємці вітали Іта, і попросили його висловити свою думку, на що гойдели відповіли: «Робіть по справедливості, бо земля, де ви живете, прекрасна, вона багата плодами і медом, хлібом і рибою, і поміркований тут жар і холод». Королі розцінили ці слова як зазіхання Іта на Ірландію, тому вони убили гостя. Гойдели змогли забрати тіло убитого і доставити його до Іспанії, де весь рід Іта присягнувся помститися Туата.

## Кінець ери Племен богині Дану
В ту саму ніч, коли прийшли гойдели, що бажали помсти, з'явилося нове озеро Лох Луігдех, назване на честь імені сина Іта, Лугайда. Тут відбулася перша битва з Туата Де Дананн при горі Сліаб Міс, яка з тих пір вважається нещасливою для Синів Міля. Далі гойделам довелося битися з демонами, насланих чарами туатів.
Після цього загарбники рушили всередину країни, де спочатку зустріли богинь Банбу і Фотлу, які просили гойделів назвати країну їхніми ім'ями, це було обіцяно обом богиням. Але в центрі Ірландії, загарбники зустріли Еріу, яка обіцяла процвітання країні, якщо нове плем'я назве ці землі її ім'ям. Поет Аморген, обіцяв це богині. Нарешті, гойдели зустріли і королів туатів, які попросили триденної відстрочки, щоб вирішити, залишити країну або дати бій. Гойдели погодилися, але туати просили загарбників на кораблях відійти від Ірландії за «дев'яту хвилю», щоб їх прихід через три дні не був несподіванкою для ірландців. Сини Міля погодилися і на це.
Однак це була хитрість з боку Племен богині Дану. Коли через три дні гойдели попливли назад до берега, друїди туатів відвели очі Синам Міля, і ті бачили тільки круті скелі замість берегів. Кораблям довелося тричі обігнути острів, перш ніж гойдели змогли-таки знайти місце для висадки. Але тоді туати підняли бурю, а туман приховав острів від очей Синів Міля. Кораблі заблукали. Бажаючи з'ясувати, природна це буря чи викликана чарами, молодший син Міля, Ереннан, виліз на найвищу щоглу, але, не втримавшись, впав з неї. Правда, поки він падав, він встиг крикнути «Нагорі бурі немає», а значить, буря була не природного походження. Тоді Аморген заспівав чарівну пісню, звернену до землі Еріу, і буря стихла.
Після всіх негараздів і перешкод Сини Міля висадилися на березі і дали бій Туата при Таільтіу (в Уладі), в якому загинули три королі і королеви Ірландії. Що залишився народ туатів під проводом Мананнана сховався під покровом невидимості в потойбічному світі Сід від загарбників, але Ірландію Племена богині Дану так і не покинули. Цікаво, що при Туата в потойбічному світі жили фомори. Тепер самі туати стали аналогом фоморів для Синів Міля: з їх числа деякі гойдели беруть собі дружин, туати провокують чвари і керують тим, що породжує земля Ірландії.